# Partinico
Partinico (en sicilien : Partinicu) est une ville italienne de la province de Palerme dans la région Sicile en Italie. Sa population de 30 673 habitants en 2023 en fait la cinquième plus grande ville de la province ce qui, allié à sa position centrale, explique son rôle moteur pour les communes environnantes.

## Géographie
Partinico est située à 30 km de Palerme et à 71 km de Trapani.
Grâce à sa position centrale, elle se trouve à égale distance de nombreux points stratégiques de la Sicile, y compris l’aéroport international de Palerme.
La ville est également à environ 7 km de la mer et à une distance comprise entre 25 et 70 km de plusieurs destinations touristiques majeures de la région, telles que Castellammare del Golfo, la Réserve naturelle du Zingaro, Scopello, San Vito Lo Capo et Erice.

## Climat
Située à seulement 175 mètres au-dessus du niveau de la mer, Partinico bénéficie d'un climat doux tout au long de l'année. Les températures varient généralement entre 10 et 18 °C en hiver, et entre 23 et 32 °C pendant les mois d'été.

## Histoire

### Origines
Depuis la préhistoire, la plaine de Partinico a été fréquentée par l’homme, comme en témoignent de nombreux outils lithiques découverts à divers endroits et aujourd’hui conservés au Musée Civique de Partinico. À l’époque protostorique (XIIIe-Xe siècle av. J.-C.), la plaine abritait un royaume sicane, comprenant les villes d’Inico (Calatubo), Camicos (Monte Bonifato), Crastos (Monte Palamita) et Iccara (Monte D’Oro). Les cités d’Inico et de Camicos sont fréquemment mentionnées par les sources historiques comme appartenant à la domination agrigentine jusqu’à la conquête romaine (IIIe-IIe siècle av. J.-C.), qui entraîna leur disparition et l’apparition du nom Parthenicum.
Sous le règne de Caracalla (IIIe siècle ap. J.-C.), Parthenicum est mentionnée dans l’Itinerarium Antonini Augusti. Elle se trouvait le long de la route Panormo-Lilybaeum, reliant Panormus (Palerme) à Hyccara (Carini), aux Aquae Segestanae sive Pincianae, puis à Drepanon (Trapani) et enfin à Lilybaeum (Marsala). Partenicum servait de station de repos, probablement située à Contrada Sirignano, où des vestiges d’une luxueuse villa romaine ont été découverts au siècle dernier, près de la route passant par le sanctuaire de la Madonna del Ponte.
Durant la domination arabe (IXe-XIe siècle), les anciens toponymes d’Inico et de Camico furent préservés sous les appellations Al Qamah (Alcamo) et B.RT.NIQ (Partinico), désignant la Terre qui était autrefois la capitale Inico. Dans son ouvrage de 988, Ahan 'at Tagasim, Al Muqaddasi évoque Partinico, précisant qu’elle "ne se trouve pas au bord de la mer et produit une grande quantité de henné", bien qu’il n’en précise pas la nature exacte.
Sous la domination normande (XIe-XIIe siècle), les documents offrent davantage de détails. En 1154, Al Idrissi décrit Partinico comme une "terre gracieuse" (B.rt.niq). Elle possédait une forteresse (Castrum) située sur le gaban, dominant la ville, et un port appelé Ar-rukn, à environ trois kilomètres au sud.

### Période médiévale
Partinico fut sous domination musulmane, vraisemblablement jusqu'en 1072, année de la prise de Palerme par Roger Ier de Sicile qui introduit le système féodal en Sicile. Elle devient alors le fief de Mauger de Hauteville, fut donné aux templiers après la mort de ce dernier mais fut finalement repris par Frédéric II du Saint-Empire.
En juin 1307, Frédéric II retira au chevalier Giovanni de Cammarana l’administration et la gestion de la forêt de Partinico (appelée "forêt de notre Cour de Partinico") pour la confier à l’abbaye du monastère de Santa Maria di Altofonte. Cependant, il conserva pour lui-même la partie côtière de la forêt, jusqu’à une distance équivalente à un tir d’arbalète de la plage, à condition que celle-ci soit rigoureusement protégée. En 1309, le même roi accorda à l’abbaye l’autorisation de construire ("habitationem de novo facere") dans la localité dite "Sala", avec une exemption fiscale pour les cent premiers habitants. Cet acte peut être considéré comme la naissance officielle de l’actuelle Partinico.
Le débarquement de la flotte angevine dans la baie de San Cataldo en 1314 rendit la plaine de Partinico particulièrement vulnérable. En 1318, à la demande d'un certain Fra Pietro, une licence fut accordée pour construire une forteresse dans le hameau de Sala, situé dans la forêt de Partinico, afin de protéger l’abbé, les moines et leurs proches. Cette fortification, bâtie "près de la montagne Cesarò sur un rocher à vif", pourrait correspondre à la tour connue sous le nom de Castellaccio.
Durant cette période, la forêt jouait un rôle économique notable. Les bois de Partinico et d’Altavilla, situé au nord-ouest, constituaient une ressource essentielle pour le commerce grâce à la production de myrte, de charbon de bois, de chêne, de roseaux et à l’élevage de porcs.
Cependant, lorsque l’abbaye devint commendataire en 1435, la protection stricte de la forêt prit fin. Une politique de concessions entraîna sa transformation radicale, menant à sa disparition totale en quelques décennies. À l’époque, la forêt, peu habitée, était principalement exploitée par des charbonniers et restait une région isolée, souvent décrite comme se trouvant "dans le golfe de Castellammare".
Au XVe siècle, la seule structure documentée à Partinico était une auberge appelée "La Charruba".

### Epoque moderne
À partir de la seconde moitié du XVIe siècle, de nombreuses églises furent construites à Partinico. Entre 1552 et 1570, l'église mère fut édifiée pour accueillir les statues de ll'ancienne chapelle de Saint Cristophe. Par la suite, l’église de l’Immaculée fut fondée, attribuée à la confrérie homonyme et construite sur l'actuel corso dei Mille, dans la zone aujourd’hui occupée par les magasins sous l’ancien tribunal, ainsi que l'hôpital construit en 1570 avec une entrée depuis l'actuelle piazza Verdi. Cet hôpital fut désaffecté et transformé en tribunal  jusqu’en 1985, avant de devenir le siège du département de l'Urbanisme de la commune de Partinico.
Au XVIIIe siècle, après la conquête de la Sicile par Charles III de Bourbon et l’expulsion des Autrichiens de l'île (1734-1735), l’abbaye d’Altofonte, commendaire depuis le XVe siècle, continua à administrer le territoire de Partinico à travers ses abbés, qui cherchèrent à augmenter leurs profits en réévaluant les fiefs concédés  et en introduisant de nouvelles taxes sur des produits auparavant exempts. Selon Francesco Maria Emanuele Gaetani, marquis de Villabianca, les conditions de vie des habitants de Partinico au XVIIIe siècle n’étaient pas si mauvaises : la population, qui passa de 2 032 habitants en 1631 à 9 772 en 1798, vivait dans une certaine aisance, bien que les maisons fussent peu nombreuses, elles étaient de grande taille et presque toutes liées à des greniers et des entrepôts. L'expansion urbaine atteignit en 1714 la piazza Umberto I, où le collège de Marie fut édifié pour accueillir les jeunes filles orphelines.
Epoque contemporaine
Le début du XIXe siècle apporta à Partinico d'importants changements, notamment dans les domaines social, politique et économique. La présence occasionnelle du roi Ferdinand conduisit à l’autonomie locale et au titre de "ville", à la construction de la cave et de la résidence royale, ainsi qu'à l’abolition des derniers abus féodaux. Lors de la séance du Conseil Civil, réunie dans l’église de San Leonardo le 10 décembre 1779, sur proposition du marquis de la Gran Montagna et de l’avocat Gaetano Bonura, une motion fut votée à l’unanimité visant à obtenir pour Partinico le titre de ville et pour la commune une complète émancipation de Palerme, à laquelle elle était soumise depuis 1616.

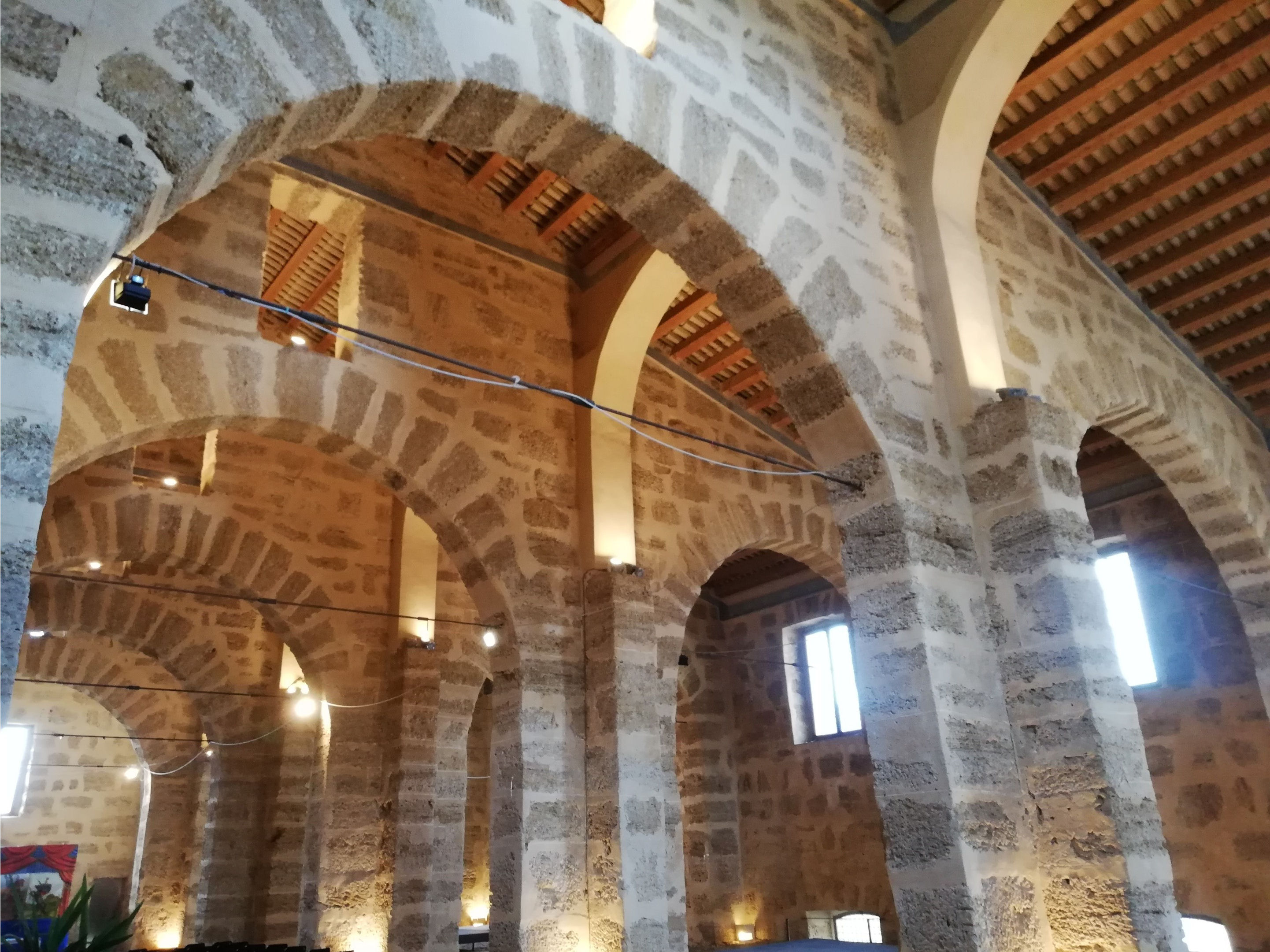
Arches intérieures de la cave bourbonienne de Partinico

Après avoir obtenu la reconnaissance de commune autonome par décret royal du 19 avril 1800, et le titre de ville le 25 avril suivant, les autorités demandèrent également l’abolition des droits féodaux encore existants, tels que les dîmes sur les raisins et les terres agricoles que les paysans devaient verser dans les magasins de l’abbaye, situés rue Principe Amedeo, à l'angle de la rue Bellini, à l'intérieur de la cour encore appelée "Cortile della Decima". Cette demande fut acceptée grâce à l’intervention de l’intendant de l’abbaye, le Chevalier Felice Lioj, ministre de la Maison Royale. Avec l’autonomie, Partinico acquit le droit d’avoir un représentant au Parlement Sicilien, et l’avocat Gaetano Bonura put participer en 1818 à la rédaction de la nouvelle Constitution.
En 1818, la commune de Partinico, qui utilisait l'emblème de Palerme depuis 1616 en tant que cinquième quartier, fut autorisée à adopter son propre blason, représentant la déesse Diane tenant dans une main une corne d’abondance et appuyant l’autre sur un tronc d’arbre coupé, avec un chien accroupi à ses pieds. Par la suite, cet emblème fut remplacé par l'aigle royal.
Le niveau culturel des habitants de Partinico connut un essor, notamment avec l’ouverture en 1819, sous l’impulsion de l’archiprêtre Rosso, d’un gymnase privé composé de cinq classes, et la création du Théâtre de San Leopoldo dans les magasins de la Decima, alloués à la commune. À la suite de la réforme des collectivités locales de 1818, le Conseil Municipal fut composé d'un maire, de deux élus et d’une "decurie". Le premier maire de Partinico fut Raffaele Cannizzo, à qui l’on attribue, avec Don Ignazio Rosso, la création du gymnase privé mentionné précédemment.

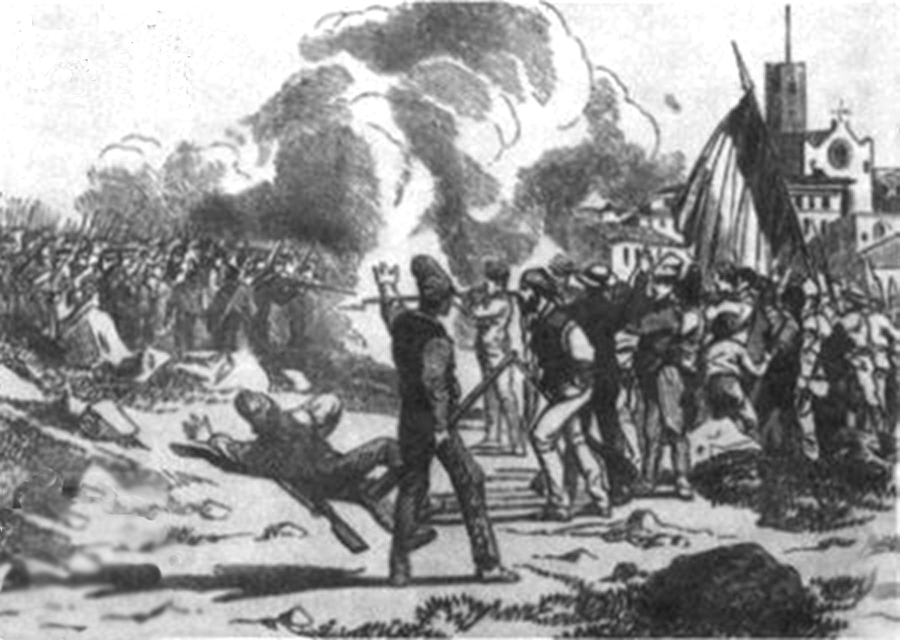
Impression hagiographique représentant l'affrontement entre les militaires bourbons (à gauche en arrière-plan) et le peuple (au premier plan). Au centre de l'impression, on voit la fumée des maisons incendiées.

Le 16 mai 1860, la population de Partinico se révolta victorieusement contre les troupes bourbons, qui tentaient de piller la ville. Cet épisode est commémoré sous le nom de "L'Eccidio di Partinico". La ville accueillit également Giuseppe Garibaldi lors de sa marche vers Palerme, et lui dédia une statue, actuellement située dans la Villa Margherita.
Les années suivant la chute des Bourbons et la fin du siècle dernier marquent une croissance de la population de Partinico, qui atteint les 25 000 habitants, presque tous employés dans le secteur agricole. Aujourd'hui encore, avec ses 32 000 habitants, Partinico reste un centre essentiellement agricole, ayant presque totalement perdu sa structure urbaine traditionnelle de type rural, démantelée surtout dans les années 1970, 1980 et 1990.
La ville est également rappelée pour sa participation active aux Faisceaux siciliens, un mouvement ouvrier né le 9 décembre 1893.
En 1952, Danilo Dolci lança dans la région des luttes non violentes contre la mafia, le chômage, l'analphabétisme, les inégalités sociales, etc.
En 1958, un exceptionnel trésor de monnaies romaines en or est remonté des fonds marins proches du village. Le nom de trésor de Partinico est donné à la trouvaille.

### Symboles
L'emblème et le gonfalon ont été accordés par décret du président de la République en date du 8 avril 1999.
" De sinople, un aigle d'or, les ailes abaissées, becqué et armé de gueule. Sous l'écu, une banderole bifide de sinople flottante, portant le motto en capitales d'or : DEVOTA ET FIDELIS CIVITAS. Ornements extérieurs de ville."
Le gonfalon est un étendard jaune bordé de vert.

## Monuments et lieux d'intérêt

### Architecture religieuse
- Chiesa di Maria Santissima Annunziata (Église de la Sainte Vierge Annonciation) : Située au centre du Corso Dei Mille, dans la Piazza Duomo. Construite entre 1552 et 1570, elle a été agrandie à plusieurs reprises au cours des deux siècles suivants. C'est l'église mère de la villeFaçade de l'église de Maria Santissima Annunziata

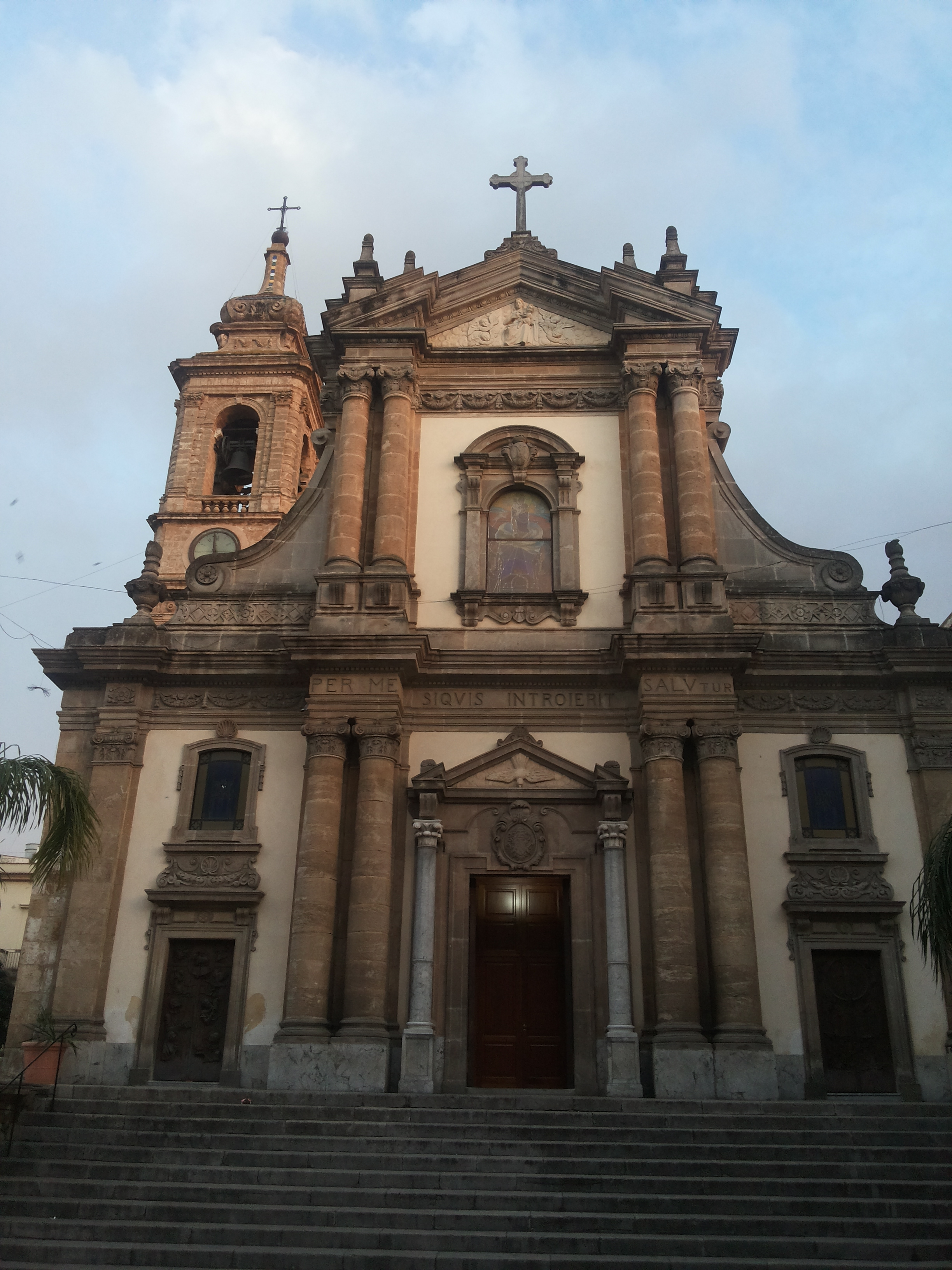
Façade de l'église de Maria Santissima Annunziata

- Chiesa del Sacro Cuore (Église du Sacré-Cœur) : Fondée en 1861 par une association du même nom, elle avait pour but de fournir une sépulture chrétienne aux condamnés à mort, souvent pendus sur la Piazza del Duomo. L'église est particulièrement importante car elle abrite la dépouille de la Bienheureuse Pina Suriano, proclamée bienheureuse par le pape Jean-Paul II à Loreto en 2004.
- Chiesa di San Giuseppe (Église de Saint Joseph) : Située sur le Corso dei Mille, elle a été construite entre 1737 et 1939 sur l'emplacement de l'ancienne église de San Francesco Lo Vecchio. Elle abrite six peintures du XVIIe siècle.
- Chiesa e Convento del Carmine (Église et Couvent du Carmel) : Le couvent des Frères Carmes et l'annexe de l'église du Carmel ont été construits en 1634, sur la Piazza Garibaldi, en face de l'église de San Rocco, selon la volonté du conseil municipal.
- Chiesa di San Leonardo (Église de Saint Léonard) : Située sur le Corso dei Mille, presque en face du couvent des Frères Carmes, elle a été construite en 1634. Elle a servi de siège au conseil municipal jusqu'en 1819.

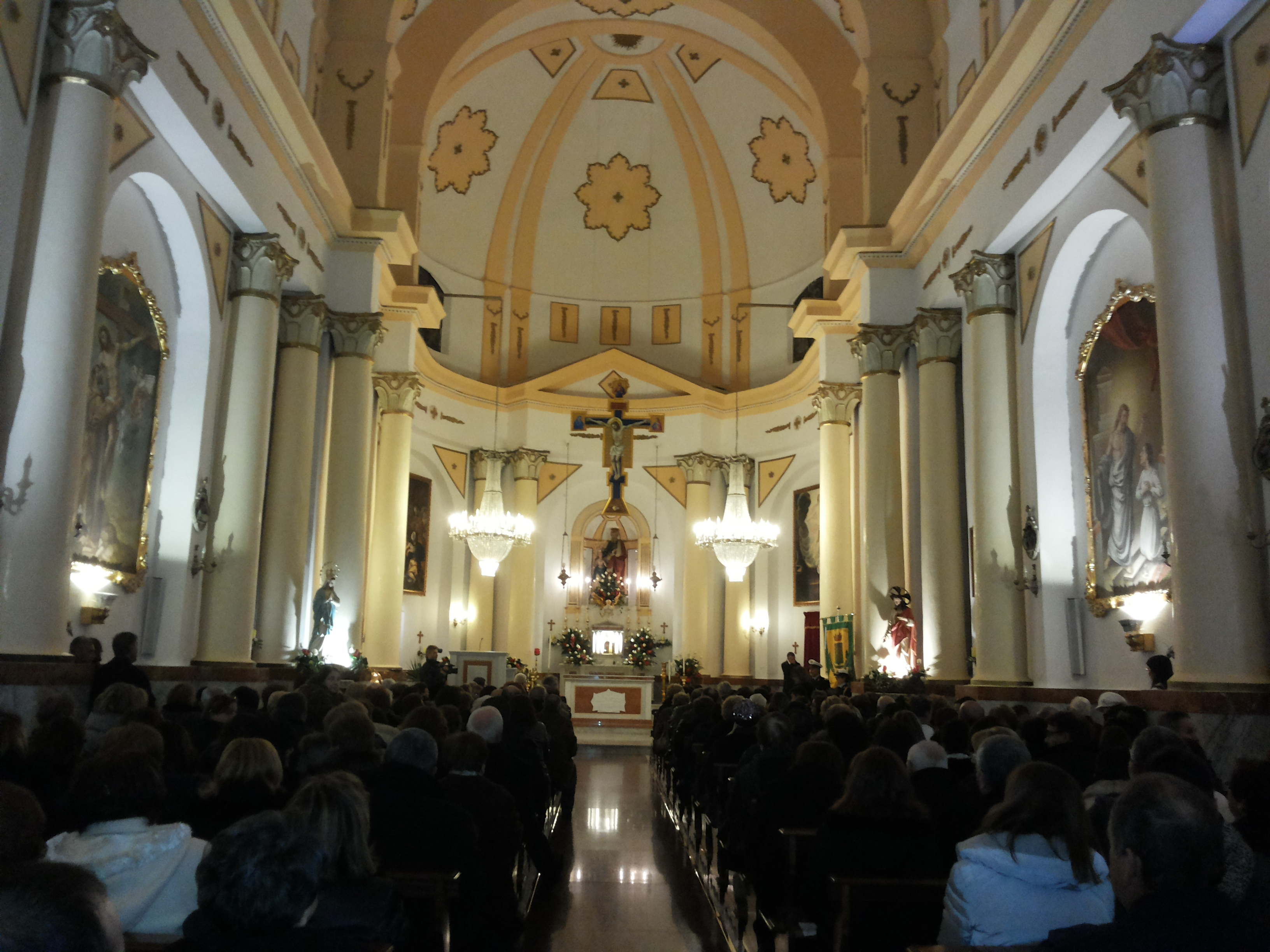
Intérieur de l'église de Saint Joachim

- Chiesa di San Salvatore (Église du Saint Sauveur) : Située entre le Viale Aldo Moro et la vieille rue de Borgetto, elle comprend également le Campo Comunale di San Salvatore, où joue actuellement l'équipe de football A.S.D. Audace Partinico Borgetto[6].Intérieur de l'église de Saint JoachimChiesa di San Gioacchino (Église de Saint Joachim) : Une église dédiée à Saint Joachim, le père de la Vierge Marie, qui fait partie du patrimoine religieux de la ville.
- Chiesa di Maria Santissima degli Agonizzanti (Église de Sainte Marie des Agonisants) : Un lieu de dévotion qui honore la Vierge Marie sous l'invocation des agonisants, les personnes dans leurs derniers moments de vie.
- Chiesa del Rosario (Église du Rosaire) : Une église dédiée à Notre-Dame du Rosaire, une importante dévotion catholique. Elle est souvent associée à des prières de litanies et des rosaires en hommage à la Vierge Marie.
- Chiesa di Santa Caterina da Siena (Église de Sainte Catherine de Sienne) : Un lieu de culte dédié à Sainte Catherine de Sienne, l'une des saintes les plus vénérées de l'Église catholique, connue pour ses écrits mystiques et son rôle important dans l'histoire de l'Église.
- Chiesa di Maria Santissima del Rosario (Église de Sainte Marie du Rosaire) : Cette église se trouve à Borgo Parrini, un quartier ou un village périphérique de Partinico, et est dédiée à Notre-Dame du Rosaire.

### Architecture civile
- Le Chiosco della Musica de style néoclassique.
- La Fontaine baroque à huit bouches et la "Real Cantina Borbonica", restaurée par la municipalité, qui représente l'un des premiers exemples mondiaux de cave sociale voulue par Ferdinand Ier de Bourbon en 1803.
- Le Palazzo dei Ram, une masseria de style maniériste construite par des nobles catalans au XVIe siècle.
- Villa Communale Regina Margherita : créée au XIXe siècle grâce aux administrateurs de l'époque, Poma Avolos et Antonino Ragona. Elle a été construite sur le site anciennement appelé "Piano Gambacorta", où se trouvait le couvent des Capucins et où des exécutions capitales étaient fréquemment exécutées. La villa a été inaugurée le 18 mai 1883 et a immédiatement été ornée d'un buste en marbre représentant Giuseppe Garibaldi et un autre de Vittorio Emanuele II.
- Villa Falcone : située dans la rue centrale de Via Kennedy, elle est dédiée à Giovanni Falcone, le juge palermitain tué par la mafia en 1992, à proximité de Capaci.

Architecture militaire
D'une grande importance historique, les nombreuses tours disséminées dans les campagnes de Partinico méritent d'être mentionnées. Parmi les 26 tours recensées par Stefano Marino, nombreuses sont désormais disparues ou détruites à cause de la négligence et du manque d'intérêt. Parmi celles-ci, on peut citer : la Torre del Re (XVIe siècle), la Torre di Ballo (XVIIIe siècle), et il Castellaccio (XIVe siècle).

## Société

### Evolution démographique

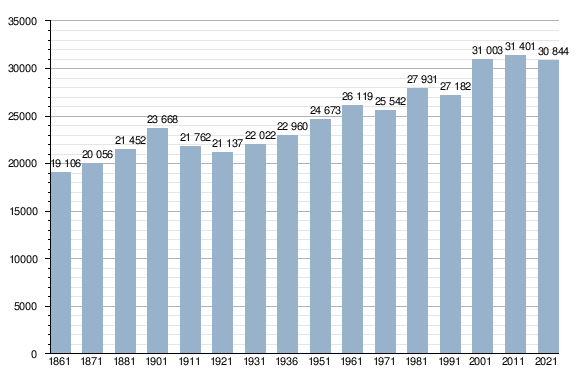

Habitants recensé

### Population étrangère
Au 31 décembre 2023, il y avait 1 104 résidents étrangers, soit 3,23 % de la population.

## Culture

### Ecoles
- Istituto professionale di Stato per l'industria e l'artigianato "Orso Mario Corbino"  École professionnelle d'État pour l'industrie et l'artisanat "Orso Mario Corbino"
- Istituto professionale di Stato per l'agricoltura "Danilo Dolci"  École professionnelle d'État pour l'agriculture "Danilo Dolci"
- Istituto commerciale e per geometri "Carlo Alberto dalla Chiesa"  École commerciale et pour géomètres "Carlo Alberto dalla Chiesa"
- Liceo scientifico/classico/psicopedagogico/linguistico "Peppino e Felicia Impastato"  Lycée scientifique/classique/psychopédagogique/linguistique "Peppino et Felicia Impastato"
- Istituto comprensivo "Privitera Polizzi"  Établissement scolaire intégré "Privitera Polizzi"
- Istituto comprensivo "Archimede La Fata"  Établissement scolaire intégré "Archimede La Fata"
- Istituto comprensivo "Cassarà-Guida"  Établissement scolaire intégré "Cassarà-Guida"
- Istituto comprensivo "Casa del Fanciullo"  Établissement scolaire intégré "Casa del Fanciullo"

### Médias

#### Télévisions
Partinico est le siège de la télévision communautaire Telejato et de TV 7. De plus, la station de radio Radio Amica y est également présente.

#### Cinémas
À Partinico, certaines scènes des films Le Saint prend l'affût de Christian-Jaque et Il giorno della civetta de Damiano Damiani, avec Franco Nero et Claudia Cardinale, ont été tournées.

### Cuisine
À Partinico, on trouve le muffoletto rî parrini, une variante de la muffuletta (un pain typique de la Sicile) préparée avec la pâte levée appelée biga et des graines de sésame.

## Géographie anthropique

### Quartiers

#### Spine Sante
Le quartier le plus ancien de la ville de Partinico, dont le nom provient des arbres Acacia horrida (ou Acacia Spinosa), utilisés comme haies défensives, qui étaient présents dans cette zone dans le passé et le sont encore aujourd'hui.

#### Casa Santa
Le quartier populaire, où la place principale est occupée par la paroisse de l'Église de Maria Santissima del Rosario, construite en 1789 et située sur la place Casa Santa.

#### Zone PEEP-Gregorio Magno
Deux quartiers séparés par le viale della Regione, constitués principalement de bâtiments d'habitation populaire, où se trouve également le marché de quartier.

### Hameaux
Borgo dei Parrini : Il s'agit d'une fraction rurale de la ville, fondée par les pères jésuites au XVIe siècle, d'où elle tire son nom (en sicilien, parrini signifie "pères"/"prêtres"). Une intervention récente d'un entrepreneur local a transformé ce petit village agricole, en partie en déclin, en un coin de la ville avec des habitations excentriques vaguement inspirées du style d'Antoni Gaudí. Cette initiative suscite un intérêt touristique croissant ces dernières années.

## Économie
Important centre agricole, au pied de la colline de Cesarò, haute d'environ 500 mètres, Partinico compte parmi ses produits : du raisin de cuve, des légumes et des fruits cultivés en serre, des amandes et des olives. Dans le secteur artisanal, les travaux du bois et du fer sont significatifs, ainsi que l'art de la céramique.

## Infrastructures et transports
La ville est desservie par la station du même nom, située sur la ligne Palermo-Trapani.

## Sports

### Football
La ville est representée par le club du Partinico Audace.

## Administration
| Période                            | Premier citoyen                                  | Parti                         | Poste                     | Remarques |
| ---------------------------------- | ------------------------------------------------ | ----------------------------- | ------------------------- | --------- |
| 16 décembre 1993 - 8 novembre 1999 | Giacoma Cannizzo                                 | La Rete                       | Maire                     |           |
| 31 mai 2017 - 26 juin 2018         | Lino Buscemi                                     |                               | Commissaire               |           |
| 1er mai 2000 - 31 mai 2005         | Giuseppe Giordano                                | CdL                           | Maire                     |           |
| 31 mai 2005 - 8 octobre 2007       | Giuseppe Motisi                                  | DL                            | Maire                     |           |
| 8 octobre 2007 - 1er juillet 2008  | Saverio Bonura                                   |                               | Commissaire               |           |
| 1er juillet 2008 - 31 mai 2017     | Salvatore Lo Biundo                              | UDC                           | Maire                     |           |
| 31 mai 2017 - 26 juin 2018         | Maurizio Agnese                                  |                               | Commissaire               |           |
| 26 juin 2018 - 23 mai 2019         | Maurizio De Luca                                 | #DB                           | Maire                     |           |
| 19 juin 2019 - 30 juillet 2020     | Rosario Arena                                    |                               | Commissaire               |           |
| 30 juillet 2020 - 3 décembre 2020  | Guido Nicolò Longo Maria Baratta Isabella Giusto |                               | Commission extraordinaire | [ 15 ]    |
| 3 décembre 2020 - 12 novembre 2022 | Concetta Caruso Maria Baratta Isabella Giusto    |                               | Commission extraordinaire |           |
| 13 novembre 2022 - en poste        | Pietro Rao                                       | Liste civique de centre-droit | Maire                     |           |

## Communes limitrophes
Alcamo, Balestrate, Borgetto, Carini, Giardinello, Monreale, Terrasini, Trappeto